# Chef suprême de l'Église d'Angleterre

Henri VIII d'Angleterre et d'Irlande

Le chef suprême de l'Église d'Angleterre est un titre détenu par le roi Henri VIII, qui définit sa suprématie totale sur toute l'église d'Angleterre.

## Histoire

Armes royales des Tudor

Ce titre créé pour le roi Henri VIII, qui était responsable de la rupture de l'église d'Angleterre avec l'autorité de l'église catholique romaine, après l'excommunication par le pape en apparence de son divorce avec sa femme, la princesse Catherine d'Aragon, en 1533.
Vers 1536, alors que la rupture était faite, il saisit les églises actives en Angleterre et établit l'église anglicane, et s'auto-déclare à sa tête. The Act of Supremacy, en 1534, confirma le statut de possesseur de la suprématie sur l'église au royaume d'Angleterre, et pour la noblesse la nécessité de prêter serment en reconnaissant cette suprématie.
La reine Marie Ire, fille de Henri VIII, tenta de restaurer l'allégeance de l'église en Angleterre au saint-Siège, et abrogea l’Acte de suprématie en 1555.
Élisabeth prit le trône en 1558 et, l'année suivante, le parlement d'Angleterre adopta The Act of Supremacy (1559), qui restaure la loi originale.
Le nouvel Oath of Supremacy, pour lequel les nobles furent requis pour prêter serment donna le titre de gouverneur suprême de l'église anglicane au monarque plutôt que celui de chef suprême.